# モロッコ王立軍
モロッコ王立軍（モロッコおうりつぐん、英語: Royal Moroccan Army,アラビア語: القوات المسلحة الملكية المغربية, ベルベル語:Idwasen Urbiben Igeldanen n Murakuc）、はモロッコ王国が保有する軍隊である。
モロッコ陸軍、モロッコ空軍、 モロッコ海軍、 モロッコ王室衛兵隊、 モロッコ王立憲兵隊の5つの軍種からなる。
同国の憲法により最高指揮官は同国国王と定められている。
1956年、国王命令第1.59.209号によって設立された。主な任務は国民の生命と財産そして国土の安全を守ることである。

## 歴史
モロッコ王立軍は、モロッコがフランスから独立した翌年の1956年に国王令により設立された。フランス軍に従軍していた1万4000人、スペイン軍に従軍していた1万人、元モロッコ解放軍の5000人のモロッコ人から構成された。